# Aeletes assimilis
Aeletes assimilis är en skalbaggsart som beskrevs av Wenzel 1944. Aeletes assimilis ingår i släktet Aeletes och familjen stumpbaggar. Inga underarter finns listade i Catalogue of Life.